# FixHD
A FixHD egy magyarországi közösségi besorolású televízióadó volt. Utódja a 2000. október 14-én indult fix.tv-nek, az első csatornának, amely a FixHD közéleti-életmód tematikája ellenére főleg informatikával foglalkozó interaktív műsorokat sugárzott, a zenei blokkok mellett szerda délutánonként és hétvégente lóverseny és galopp közvetítéssel kiegészítve. Elődjével ellentétben, a FixHD Full HD minőségben sugárzott.
A csatorna 2010. november 15-én indult. Tulajdonosa a Progetto Média Kft. budapesti cég volt. A csatorna Facebook oldala 2010. július 22-én YouTube csatornája pedig 2011 novemberében indult. A televízió hivatalos weboldalán HD, illetve SD minőségben lehetett nézni az adást. A lineáris csatorna programigazgatója és station voice-a Kiss Vendel volt. A csatorna széleskörű programokat ígért politika, párkapcsolatok és informatikára épülve.
2023. július 19-én bejelentették, hogy a csatorna lineáris sugárzása 12 év után megszűnik. Onnantól fogva műsorai a YouTube-on, valamint a Facebook-on lesznek majd elérhetőek. 
2023. július 28. óta weboldala átirányít a FixHD YouTube csatornájára.
A csatorna lineáris műsorszórása 2023. augusztus 1-én 02:05-kor megszűnt.

## Egykori műsorvezetők
- Bóta Gábor
- Csides Kata
- Dienes Ádám
- Erdei L. Tamás
- Farkas Erzsébet
- Földi Katalin
- Füle Zoltán
- Kiss Vendel
- Szabó Zoltán Attila
- Szilvási Endre
- Talpassy Dorottya
- Dóka Attila

## Egykori műsorok
- A Doktor
- Autósport és Formula Magazin
- A Szomszéd Vár
- Ámor
- Bóta Café
- Bringás Brigantik
- Célkeresztben
- Épi-Tech
- Egy nap a világ
- Elhallgatott történelem
- Enigma
- Enigma Extra
- Erőnk forrása
- FIX Magazin
- Filmdzsungel
- Foci, Sport és Hagyomány
- Forgószínpad
- Gázfröccs
- Generációink
- Gumiszoba
- Hegyalja körkép
- Hegyalja Panoráma
- Honvéd7
- Jogász
- Kávé Kettesben
- Kertbarát
- Kvantum
- Látogató
- Lólépésben
- Mesterien Egyszerűen, Főzz Tovább!
- Mobilitás
- Moksa
- Novum
- Országváltó
- Oxigén
- Pincér/Kém
- Praktikák
- Pszichotrillák
- Restart
- Sport-társ
- SzemeSZTEr
- Szellemvárosok Magyarországon
- Székely Konyha
- Székely Gazda
- Szinusz
- Sztárportré
- Üzleti Negyed
- Vállalkozások és Vásárlók
- Világjáró Nagypapa
- Zöldövezet
- Fix Summer